# Matthew Klein
Pour les articles homonymes, voir Klein.
Matthew Klein, né le 2 décembre 1968 à New York, est un écrivain américain, auteur de roman policier.

## Biographie
Il naît à New York, mais sa famille déménage dans le comté de Westchester, de l'État de New York, quand il est âgé de huit ans.
Il obtient un diplôme de l'université Yale en 1990. Il s'inscrit à la Stanford Graduate School of Business en 1996, mais abandonne ses études pour se lancer une entreprise de logiciels.
En 2006, il publie Retour de rêve (Switchback), un thriller psychologique qui n'est pas sans rappeler les récits de William Irish et de Boileau-Narcejac. Sans retour (No Way Back), paru en 2014, confirme le penchant de Klein pour les histoires de machinations où le héros lutte tant bien que mal contre un piège qui se referme inexorablement sur lui.

## Œuvre

### Romans
- Switchback (2006) Publié en français sous le titre Retour de rêve, Paris, Éditions du Seuil, coll. « Thriller », 2009  (ISBN 978-2-02-084484-0)
- Con Ed (2007) Publié en français sous le titre Ed le pigeon, Paris, Éditions du Seuil, coll. « Thriller », 2008  (ISBN 978-2-286-03910-3)
- No Way Back (2014) Publié en français sous le titre Sans retour, traduit par Antoine Chainas, Paris, Gallimard, coll. « Série noire », 2016  (ISBN 978-2-07-014145-6)